# Lirdaf
Lirdaf (persiska: ليردف) är en ort i Iran. Den ligger i provinsen Hormozgan, i den sydöstra delen av landet, 1 300 km sydost om huvudstaden Teheran. Lirdaf ligger 29 meter över havet och antalet invånare är 662.
Terrängen runt Lirdaf är platt, och sluttar västerut. Runt Lirdaf är det mycket glesbefolkat, med 7 invånare per kvadratkilometer. Närmaste större samhälle är Gohert, 6,3 km väster om Lirdaf. Trakten runt Lirdaf är ofruktbar med lite eller ingen växtlighet.